# Ґао Юнь
Ґао Юнь (кит.: 高雲; піньїнь: Gao Yun; помер 409) — останній імператор Пізньої Янь і перший імператор Північної Янь періоду Шістнадцяти держав.

## Життєпис
За походженням був корейцем, був нащадком королівської родини Когурьо, яку фактично знищила Рання Янь. За особливі заслуги перед імператором Пізньої Янь Мужун Бао той назвав його своїм сином.
Прийшов до влади після народного повстання проти деспотичної влади Мужун Сі. 409 року був убитий, Пізня Янь припинила своє існування, а наступником Ґао Юня на престолі Північної Янь став етнічний китаєць, генерал Фен Ба.

## Девіз правління
- Чженші (正始) 407-409